# Ekspressiv dysfasi
 Der er for få eller ingen kildehenvisninger i denne artikel, hvilket er et problem. Du kan hjælpe ved at angive troværdige kilder til de påstande, som fremføres i artiklen.

Ekspressiv dysfasi er en sproglig udviklingsforstyrrelse, der resulterer i forkert brug af ordene i en sætning, grundet en strukturel hjerneskade. 
Dette må ikke forveksles med dysfagi, der betyder synkebesvær.